# 스크린톤

세 도형이 각기 다른 스크린톤 패턴과 함께 겹쳐있다.

스크린톤(screentone)은 텍스처와 그림자를 소묘에 적용하는 기법으로, 해칭의 대안으로 사용된다. 전통적으로 패턴은 종이에서 미리 인쇄된 시트로 전송되지만, 이 기법은 또한 컴퓨터 그래픽스에서도 시뮬레이트된다. Zip-A-Tone(1937년, 지금은 존재하지 않음), Chart-Pak (1949년), Letratone(1966년, 레트라셋)이라는 브랜드 이름으로도 알려져 있다.
전통적인 스크린톤 시트는 유연한 투명 뒷판, 인쇄된 텍스처, 왁스 접착제 층을 이룬다. 이 시트는 종이에 적용하여 접착한 다음 뒷판 쪽을 스타일러스로 문지른다. 뒷판이 벗겨지면 종이에 들러붙은 잉크가 남는다.

## 스타일

일본 만화의 스크린톤.

각기 다른 스타일의 스크린톤이 존재하며, 옷, 구름, 감정, 배경, 그라디언트, 심지어는 나무와 같은 물체를 설명하는데 다양하게 사용된다. 시트가 검은 잉크로 생산되는 것이 보편화되어 있지만, 패턴화된 색도 존재한다.
스크린톤은 일러스트레이터와 예술가에 의해 널리 사용되는데, 특히 만화와 광고 쪽에서 그러하다. 그래픽스 소프트웨어와 데스크톱 출판의 출현 이후로 원래의 매개체의 사용은 줄어들고 있지만 여전히 일본 만화와 같은 곳에서 사용되고 있다.

## 같이 보기
- 망점